# Écrou de Jésus

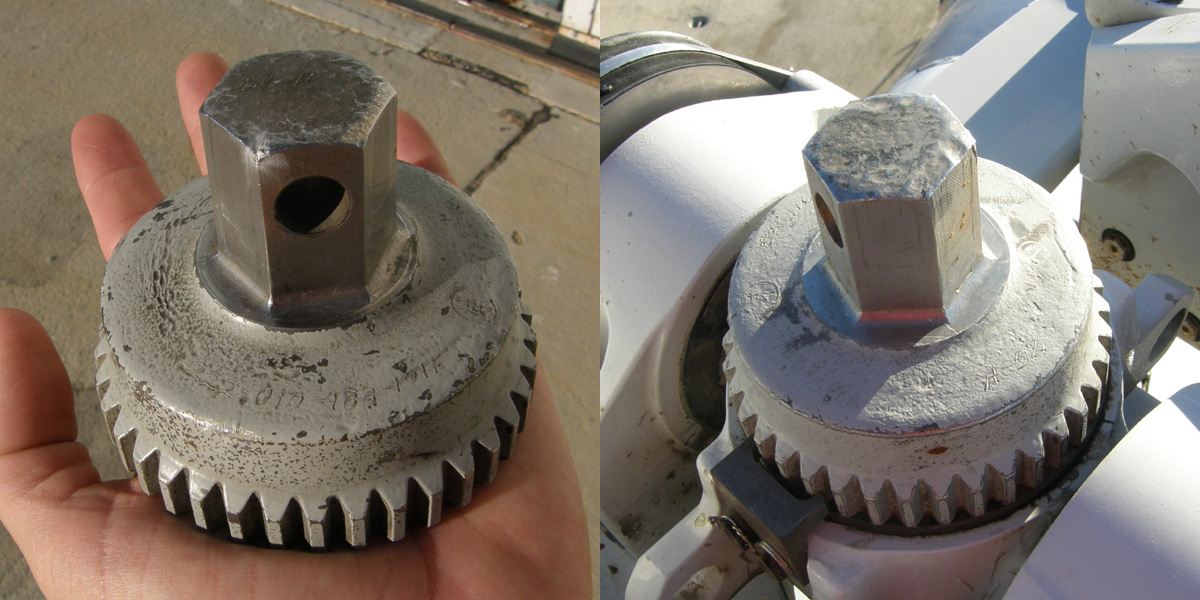
Écrou d'attache du rotor principal, ou « écrou de Jésus » d'un hélicoptère Bell 222U.

Écrou de Jésus (en anglais : « Jesus nut ») est le nom donné à l'écrou qui maintient le rotor principal au mât de la plupart des hélicoptères tels que le Bell UH-1 Iroquois. 
Plus généralement, c'est le nom donné à n'importe quel composant critique qui, s'il vient à casser, peut entraîner des conséquences catastrophiques.

## Terminologie
Le terme vient du fait que si l'écrou venait à casser en vol, l'hélicoptère se détacherait du rotor principal et tout ce qu'il resterait à faire à l'équipage est de « prier Jésus ». Les accidents impliquant la défaillance de cette pièce sont rares mais elle doit être vérifiée avant chaque vol. Plusieurs hélicoptères conçus au XXIe siècle ne possèdent pas d'écrou de Jésus.

## Historique
Le terme « écrou de Jésus » a semble t-il été formulé pour la première fois par des soldats américains lors de la guerre du Viêt Nam, première guerre avec emploi massif d'hélicoptères. En littérature, le terme « écrou de Jésus » a été utilisé dans le livre Chickenhawk (en) de Robert Mason (en) qui relate ses expériences de pilote pendant la guerre du Viêt Nam. 

## Autres usages
Ce terme est utilisé en escalade, où il se rapporte à la première pièce de protection apposée sur une voie.